# Chuck Jones
Charles Martin Jones, detto Chuck (Spokane, 21 settembre 1912 – Newport Beach, 22 febbraio 2002), è stato un regista, produttore cinematografico e sceneggiatore statunitense, celebre per il suo lavoro sulle serie di cortometraggi animati Looney Tunes e Merrie Melodies per lo studio della Warner Bros. Cartoons. Diresse molti dei corti con protagonisti Bugs Bunny, Daffy Duck, Wile E. Coyote e Beep Beep, Pepé Le Pew, Porky Pig e una sfilza di altri personaggi Warner. Tre di questi cortometraggi (Pennelli, rabbia e fantasia, Solo per te io canto e Cane all'opera) furono in seguito inclusi nel National Film Registry. Tra i lavori più celebri di Jones va ricordata la Trilogia della caccia composta da Stagione di caccia, Caccia al coniglio e Papere e conigli (1951-1953).
Dopo che la sua carriera presso la Warner Bros. si concluse nel 1962, Jones fondò la Sib-Tower 12 Productions e iniziò a produrre cartoni animati per la Metro-Goldwyn-Mayer, tra cui una nuova serie di cortometraggi di Tom & Jerry e lo speciale televisivo Come il Grinch rubò il Natale. In seguito fondò il suo studio, Chuck Jones Productions, che creò diversi speciali e lavorò periodicamente su opere relative ai Looney Tunes.
Lo storico del cinema Leonard Maltin elogiò il lavoro di Jones alla Warner Bros., MGM e Chuck Jones Productions. Disse anche che la "faida" che ci può essere stata tra Jones e il collega Bob Clampett fu soprattutto perché erano così diversi tra loro. Gli stili dei personaggi di Chuck Jones erano più controllati e calmi, mentre quelli di Clampett erano folli e stravaganti.

## Biografia

### Primi anni di vita
Jones nacque a Spokane (Washington) il 21 settembre 1912. Successivamente si trasferì con i genitori e tre fratelli nella zona di Los Angeles.
Nella sua autobiografia Chuck Amuck, Jones attribuisce la sua vena artistica a circostanze riguardanti suo padre, che era un uomo d'affari senza successo nella California degli anni '20. Suo padre, racconta Jones, avrebbe iniziato ogni nuova impresa commerciale con l'acquisto di cancelleria e matite nuove con il nome della società su di esse. Quando il business falliva, suo padre avrebbe tranquillamente dato le enormi pile di inutili cancelleria e matite ai suoi figli, imponendo loro di utilizzare tutto il materiale il più velocemente possibile. Armati di una scorta infinita di carta di alta qualità e matite, i bambini disegnavano costantemente. In seguito, durante un corso alla scuola d'arte, il professore informò gravemente gli studenti che ognuno di loro aveva 100.000 brutti disegni da superare prima di poter eventualmente trarre qualcosa di buono. Jones raccontò anni dopo che questa dichiarazione fu un grande sollievo per lui, poiché era arrivato ben oltre i 200.000 dopo aver esaurito tutta quella cancelleria. Jones e molti dei suoi fratelli intrapresero carriere artistiche.
Dopo la laurea presso il Chouinard Art Institute, Jones ricoprì una serie di mansioni di basso rango nel settore dell'animazione, compresi il lavaggio di rodovetri nello studio di Ub Iwerks e l'assistente animatore presso lo studio di Walter Lantz. Mentre lavorava da Iwerks, incontrò una pittrice di rodovetri di nome Dorothy Webster, che in seguito sarebbe diventata la sua prima moglie.

### Warner Bros.
Chuck Jones entrò nella Leon Schlesinger Productions, lo studio indipendente che produceva Looney Tunes e Merrie Melodies per la Warner Bros., nel 1933 come assistente animatore. Nel 1935 venne promosso animatore, e assegnato a lavorare con il nuovo regista Tex Avery. Non c'era spazio per la nuova unità di Avery nel piccolo studio di Schlesinger, così Avery, Jones e i colleghi animatori Bob Clampett, Virgil Ross e Sid Sutherland furono spostati in un piccolo edificio adiacente che loro soprannominarono "Termite Terrace". Quando Clampett fu promosso a regista nel 1937, Jones venne assegnato alla sua unità; l'unità di Clampett fu brevemente assegnata a lavorare con il vecchio datore di lavoro di Jones, Ub Iwerks, quando Iwerks subappaltò quattro cortometraggi a Schlesinger nel 1937. Jones diventò un regista (o "supervisore", il titolo originale per un direttore dell'animazione nello studio) nel 1938, quando Frank Tashlin lasciò lo studio. Il primo cartone animato di Jones fu Il guardiano di notte, che rappresentava un gattino carino che si sarebbe poi evoluto nel topo Sniffles.
Jones era attivamente coinvolto negli sforzi per sindacalizzare il personale dello studio. Era responsabile del reclutamento di animatori, scenografi e disegnatori degli sfondi. Quasi tutti gli animatori si unirono, in reazione ai tagli salariali imposti da Leon Schlesinger. Lo studio di animazione della Metro-Goldwyn-Mayer aveva già firmato un contratto sindacale, incoraggiando i loro omologhi sotto Schlesinger. In un incontro con il suo staff, Schlesinger parlò per qualche minuto, poi girò la riunione al suo avvocato. I suoi modi offensivi ebbero un effetto unificante sul personale. Jones tenne un discorso d'incoraggiamento presso la sede del sindacato. Quando le trattative si interruppero, il personale decise di andare in sciopero. Schlesinger li bloccò fuori dallo studio per un paio di giorni, prima di accettare di firmare il contratto. Un comitato di gestione del lavoro venne costituito e Jones servì da moderatore. A causa del suo ruolo di supervisore nello studio, non poteva però iscriversi a sua volta al sindacato.
Molti dei cartoni animati di Jones degli anni '30 e primi anni '40 erano riccamente animati, ma il pubblico e gli altri membri dello staff Schlesinger li giudicavano privi di umorismo genuino. I primi corti di Jones erano un tentativo di seguire le orme di quelli di Walt Disney (specialmente Tom Thumb in Trouble e i corti di Sniffles). Jones considera I tre fratelli Dover del 1942 come il film dove imparò ad essere divertente. I tre fratelli Dover fu anche uno dei primi utilizzi dell'animazione limitata nel cinema americano, rompendo gli stili di animazione più realistici influenzati dalla Disney. Questo fu anche il periodo in cui Jones creò molti dei suoi personaggi meno noti, tra cui Charlie Dog, Hubie e Bertie e i tre orsi.
Durante la seconda guerra mondiale, Jones lavorò a stretto contatto con Theodor Geisel, meglio conosciuto come Dr. Seuss, per creare la serie Private Snafu di cartoni animati educativi per l'esercito. Private Snafu istruì comicamente i soldati su temi come spie e pigrizia in modo più audace di quanto fosse abituato il pubblico generale dell'epoca. Jones in seguito collaborò con Seuss sugli adattamenti animati dei suoi libri, tra cui Come il Grinch rubò il Natale nel 1966.
Jones diresse cortometraggi come Notiziario settimanale (1944), legato a carenze e razionamento sul fronte interno. Nello stesso anno diresse Hell-Bent for Election, un corto per la campagna di Franklin D. Roosevelt. Inoltre diresse il meno conosciuto Angel Puss, che non è più disponibile in alcuna versione autorizzata poiché fa parte del gruppo di cartoni animati controversi noti tra gli appassionati di animazione come Censored Eleven.
Jones trovò il suo genere di attività alla fine degli anni '40 e ha continuò a creare le sue opere più considerate attraverso gli anni '50. I personaggi creati da Jones in questo periodo comprendono Claude Cat, Marc Antony e Pussyfoot, Michigan J. Frog e le sue tre creazioni più popolari, Marvin il Marziano, Pepé Le Pew e Wile E. Coyote e Beep Beep. Jones e lo sceneggiatore Michael Maltese collaborarono nei corti di Wile E. Coyote e Beep Beep, in Pennelli, rabbia e fantasia, Solo per te io canto e Cane all'opera. Altro personale della Unit A con cui Jones collaborò includono lo scenografo, disegnatore degli sfondi e co-regista Maurice Noble, l'animatore e co-regista Abe Levitow e gli animatori Ken Harris e Ben Washam.
Nel 1950 Jones e Maltese cominciarono a lavorare su Stagione di caccia, un corto che cambiò la personalità di Daffy Duck. Decisero di fare di lui un personaggio completamente diverso, facendolo diventare da folle e comico a vanitoso ed egocentrico. Delle sue versioni di Bugs e Daffy, Chuck Jones disse: "Bugs è ciò che vogliamo essere. Daffy è quello che siamo."
Jones rimase alla Warner Bros. per tutti gli anni '50, tranne che per un breve periodo nel 1953, quando la Warner chiuse lo studio di animazione. Durante questo interim, Jones trovò impiego presso la Walt Disney Productions, dove collaborò con Ward Kimball per un periodo di quattro mesi di lavoro non accreditato su La bella addormentata nel bosco (1959). Dopo la riapertura del reparto di animazione della Warner, Jones venne riassunto e si riunì con la maggior parte della sua unità.
Nei primi anni '60 Jones e sua moglie Dorothy scrissero la sceneggiatura del film d'animazione Musetta alla conquista di Parigi. Il film finito avrebbe avuto Judy Garland, Robert Goulet e Red Buttons come voci di gatti a Parigi. Il film venne prodotto dalla UPA e diretto dall'ex collaboratore Warner di Jones, Abe Levitow. Jones lavorò sul film violando il contratto in esclusiva con la Warner Bros. La UPA completò il film e lo rese disponibile per la distribuzione nel 1962; esso venne raccolto dalla Warner Bros. Quando la Warner scoprì che Jones aveva violato il suo contratto in esclusiva con loro, lo rescisse. L'ex unità di animazione di Jones venne licenziata dopo aver completato il suo ultimo corto in programma, L'anatra di ghiaccio, e il resto della Warner Bros. Cartoons venne chiusa all'inizio del 1963. Jones affermò nella sua autobiografia che questo accadde perché la Warner finalmente capì che non stavano facendo cartoni animati di Topolino.

### Jones in proprio
Con il partner in affari Les Goldman, Jones fondò uno studio di animazione indipendente, la Sib-Tower 12 Productions, e ci portò la maggior parte della sua unità dalla Warner Bros., tra cui Maurice Noble e Michael Maltese. Nel 1963 la Metro-Goldwyn-Mayer mise sotto contratto la Sib-Tower 12 per far produrre a Jones e il suo staff nuovi cartoni animati di Tom & Jerry, nonché un adattamento televisivo di tutti quelli prodotti fino ad allora. Questo comprendeva pesanti modifiche, compresa la rimozione della domestica afroamericana Mammy Due Scarpe e la sua sostituzione con una di origine irlandese doppiata da June Foray. Nel 1964 la Sib-Tower 12 venne assorbita dalla MGM e ribattezzata MGM Animation/Visual Arts. Il corto di Jones Il puntino e la linea vinse l'Oscar al miglior cortometraggio d'animazione ai Premi Oscar 1966. Jones diresse anche diretto il corto animato The Bear That Wasn't.
Mentre la serie Tom & Jerry finiva (sarebbe stata interrotta nel 1967), Jones iniziò a produrre materiale televisivo. Nel 1966 produsse e diresse lo speciale TV Come il Grinch rubò il Natale. Jones continuò a lavorare su altri speciali televisivi come Horton e i piccoli amici di Chistaqua (1970), ma il suo obiettivo principale in questo periodo era la produzione del lungometraggio Il casello fantasma, che ebbe una tiepida accoglienza dal pubblico quando la MGM lo distribuì nel 1970. Nel 1969 Jones co-diresse The Pogo Special Birthday Special, basato sulla striscia a fumetti Pogo di Walt Kelly, e doppiò i personaggi di Porky Pine e Bun Rab.
La MGM chiuse la divisione di animazione nel 1970, e Jones fondò ancora una volta un suo studio, la Chuck Jones Productions. Produsse una serie TV per bambini per il sabato mattina della ABC intitolata Curiosity Shop. Nel 1973 produsse una versione animata del libro di George Selden The Cricket in Times Square, e avrebbe continuato a produrre due sequel, A Very Merry Cricket (1973) e Yankee Doodle Cricket (1975). I suoi lavori più importanti in questo periodo furono tre adattamenti televisivi animati di racconti da Il libro della giungla di Rudyard Kipling: Mowgli's Brothers, The White Seal e Rikki-Tikki-Tavi. Durante questo periodo, Jones cominciò a sperimentare con personaggi più realisticamente progettati, la maggior parte dei quali aveva occhi più grandi, corpi magri e proporzioni alterate, come quelle dei personaggi Looney Tunes. Inoltre si concentrò meno sulla slapstick e divenne anche più coinvolto nel processo di sceneggiatura. Jones riprese a lavorare con la Warner Bros. nel 1976 con l'adattamento televisivo animato Carnival of the Animals con Bugs Bunny e Daffy Duck. Jones produsse anche il film del 1979 Super Bunny in orbita!, che è una compilation dei suoi migliori corti cinematografici; Jones produsse nuovi cortometraggi di Wile E. Coyote e Beep Beep per la serie The Electric Company e per gli special Bugs Bunny: Le pazze storie di Natale (1979) e Bugs Bunny ne fa di tutti i colori (1980).
Dal 1977 Jones scrisse e disegnò la striscia a fumetti Crawford per la Chicago Tribune-NY News Syndicate. IDW Publishing ha raccolto la striscia di Jones nel 2011 come parte della sua biblioteca dei fumetti americani.
Nel 1978 la moglie di Jones, Dorothy, morì; tre anni dopo, Jones sposò Marian Dern, la scrittrice della striscia a fumetti Rick O'Shay.

### Ultimi anni
Nel corso degli anni '80 e '90 Jones dipinse fumetti e parodie, venduti attraverso le gallerie di animazione dalla compagnia di sua figlia, la Linda Jones Enterprises. Jones fu consulente creativo e character designer per due speciali animati di Raggedy Ann e per il primo speciale natalizio di Alvin and the Chipmunks, A Chipmunk Christmas. Creò anche nuovi cartoni animati per Internet basati sul suo nuovo personaggio, Thomas Timberwolf. Fece un cameo nel film del 1984 Gremlins e diresse le sequenze animate che aprono e chiudono Gremlins 2 - La nuova stirpe (1990). Jones diresse sequenze animate anche per altri film, come Frequenze pericolose (1992) e Mrs. Doubtfire - Mammo per sempre (1993). Jones non era un fan di molta animazione contemporanea, definendo la maggior parte di essa, in particolare i cartoni animati televisivi come quelli della Hanna-Barbera, "radio illustrata".
Nel 1988 Jones contribuì alla creazione del Museum of the Moving Image (Londra) trascorrendo alcuni giorni di lavoro in alto sui ponteggi creando una sequenza di inseguimento direttamente sulle alte pareti del museo.
Jones fu un'autorità storica nonché un importante contributo allo sviluppo dell'animazione per tutto il XX secolo. Ricevette una laurea ad honorem dalla Oglethorpe University nel 1993.
Nei suoi ultimi anni Jones divenne l'ex-alunno più vocale dello studio di Termite Terrace, tenendo frequentemente conferenze e seminari e lavorando per educare i nuovi arrivati nel campo dell'animazione. Molti dei suoi principi, quindi, trovarono la loro strada nella coscienza dell'animazione tradizionale, venendo visti in film come Le follie dell'imperatore e Lilo & Stitch.
Per il suo contributo all'industria cinematografica, Jones ha una stella sulla Hollywood Walk of Fame al 7011 di Hollywood Boulevard.
Jones, il cui lavoro era stato candidato tre volte nel corso della sua carriera al Premio Oscar (che vinse per Il puntino e la linea), ricevette un Oscar onorario nel 1996 dal Collegio dei Governatori dell'Academy of Motion Picture Arts and Sciences, per "la creazione di cartoni animati classici e personaggi dei cartoni le cui vite animate hanno portato gioia alle nostre per oltre mezzo secolo". Allo show di quell'anno, Robin Williams, un reo confesso "alcolizzato di Jones", consegnò il premio onorario a Jones, chiamandolo "l'Orson Welles dei cartoni animati", e il pubblico diede a Jones una standing ovation mentre camminava sul palco. Da parte sua, un Jones lusingato osservò ironicamente nel suo discorso di accettazione: "Beh, cosa posso dire di fronte a queste prove umilianti? Mi dichiaro colpevole davanti al mondo di aver diretto oltre trecento cartoni animati negli ultimi cinquanta o sessant'anni. Speriamo che questo voglia dire che mi avete perdonato."
L'ultimo cartone animato dei Looney Tunes di Jones fu Da qui all'eternità (1997), interpretato da Bugs Bunny e Yosemite Sam, con Greg Burson come voce di Bugs. Il cartone animato venne dedicato a Friz Freleng, deceduto nel 1995.
Jones morì di infarto il 22 febbraio 2002. Fu cremato e le sue ceneri vennero disperse in mare. Dopo la sua morte, il cartone animato dei Looney Tunes Daffy Duck for President, basato sul libro che Jones aveva scritto e con lo stile di Jones per i personaggi, originariamente previsto per l'uscita nel 2000, venne distribuito nel 2004 come parte del disco 3 della raccolta DVD Looney Tunes Golden Collection: Volume 2.
Dal 2001 al 2004 Cartoon Network trasmise The Chuck Jones Show, che presentava cortometraggi da lui diretti. Il programma vinse un Annie Award. La vita e l'eredità di Jones sono state celebrate il 12 gennaio 2012, con l'inaugurazione ufficiale di The Chuck Jones Experience al Circus Circus Las Vegas. Molti familiari di Jones hanno accolto personaggi famosi, appassionati di animazione e visitatori per la nuova attrazione quando l'hanno aperta in modo appropriato e non convenzionale. Tra i presenti c'era la vedova di Jones Marian J. Dern, la figlia Linda e i nipoti Craig, Todd e Valerie Kausen.